# Petit Astazou
Le Petit Astazou, ou Astazou occidental, est un sommet des Pyrénées situé sur la frontière franco-espagnole et qui culmine à 3 012 ou 3 013 m d'altitude dans le massif du Mont-Perdu.

## Géographie

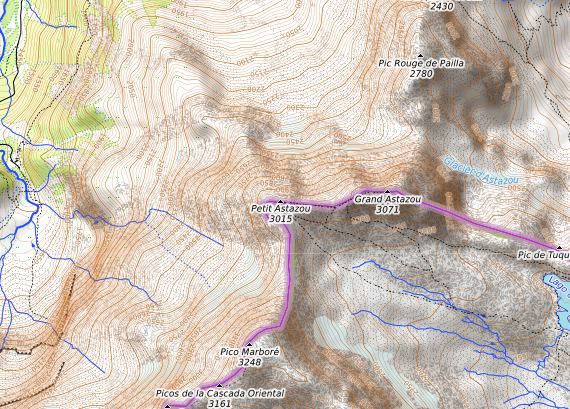
Carte topographique du Petit Astazou.

### Topographie
Le Petit Astazou est situé sur la ligne de partage des eaux au niveau de la frontière franco-espagnole.
- Côté français, il se trouve sur la commune de Gavarnie-Gèdre dans le département des Hautes-Pyrénées, région Occitanie.
- Côté espagnol, il se trouve dans la comarque de Sobrarbe, province de Huesca, communauté autonome d'Aragon.

### Hydrographie
Le sommet délimite la ligne de partage des eaux entre le bassin de l'Adour, qui se déverse dans l'Atlantique côté nord, et le bassin de l'Èbre, qui coule vers la Méditerranée côté sud.

### Géologie
Le sommet est composé de grès du Marboré (roche sédimentaire) datant du Campanien et du Maastrichtien (Crétacé supérieur).

## Histoire
La première ascension, effectuée par la face nord le 2 août 1892, est due à René d'Astorg, Henri Brulle, et les guides Célestin et Hippolyte Passet.

## Voies d'accès

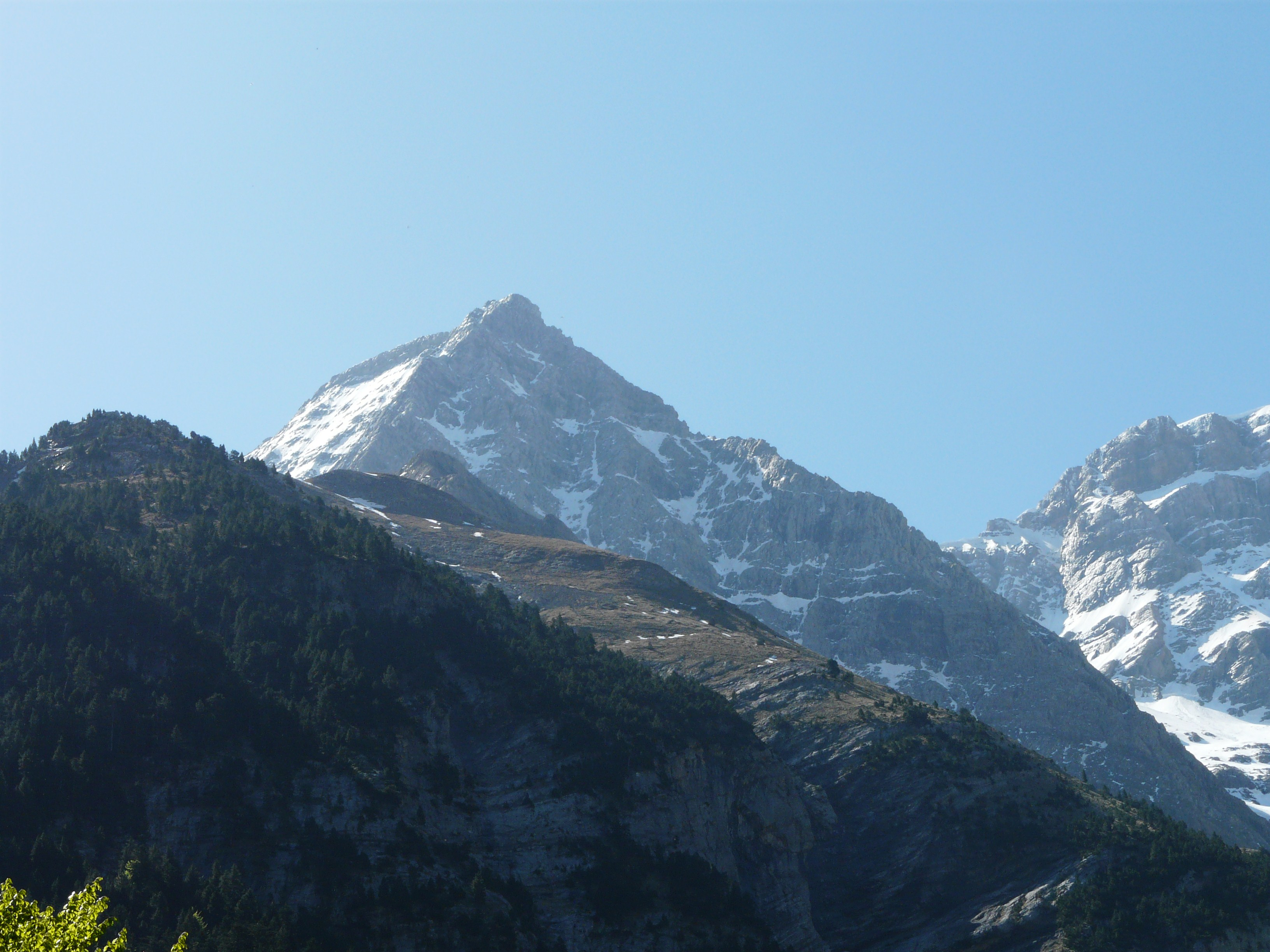
Le Petit Astazou vu depuis le belvédère au nord du cirque de Gavarnie.

L'itinéraire d'escalade le plus populaire, par l'arête nord-ouest, est décrit comme une « course d'arête particulièrement esthétique et homogène. C'est une des grandes classiques des Pyrénées. » Les itinéraires de descente qu'il décrit, vers Gavarnie par les rochers Blancs, ou vers le lac Glacé du mont Perdu, peuvent servir d'itinéraire de randonnée vers le sommet.